# ديميتار تودوروف
ديميتار تودوروف هو لاعب كرة قدم ومدرب كرة قدم بلغاري في مركز الدفاع، ولد في 15 سبتمبر 1957 في Sevlievo ‏ في بلغاريا. لعب مع نادي سبارتاك بليفين.